# George Conyngham (3e marquis Conyngham)
George Henry Conyngham, 3e marquis Conyngham (3 février 1825 - 2 juin 1882), titré comte de Mount Charles de 1832 à 1876, est un pair et militaire britannique.

## Biographie
Il est né le 3 février 1825, fils et héritier de Francis Conyngham (2e marquis Conyngham), et est baptisé à l'église St James, Westminster. Il entre dans l'armée comme cornet dans le 2e régiment de dragons le 31 décembre 1844 et échange pour être cornet et sous-lieutenant dans le 1er régiment de sauveteurs le 28 avril 1848, le 19 octobre 1850 il est promu lieutenant. Outre sa carrière militaire, Mount Charles est steward d'État auprès du Lord Lieutenant d'Irlande (Lord Clarendon) de 1847 à 1852.
Mount Charles est promu capitaine dans les 1st Life Guards le 4 août 1854 et major et lieutenant-colonel le 24 août 1861. Il sert simultanément dans le yeomanry, étant nommé capitaine dans les Royal East Kent Mounted Rifles le 20 avril 1859, major le 24 juin 1862 et lieutenant-colonel commandant le 2 février 1863. Il obtient le grade de brevet de colonel à part entière le 24 août 1866 et part en demi-solde le 13 juin 1868. Il est ensuite écuyer de la reine de 1870 à 1872, date à laquelle il est nommé écuyer supplémentaire. Le 17 juillet 1876, il succède à son père en tant que marquis Conyngham dans la pairie d'Irlande et baron Minster dans la pairie du Royaume-Uni, et il prend son siège à la Chambre des lords le 2 juillet 1877. En politique, il est libéral. Comme son père, il occupe le poste de vice-amiral d'Ulster. Il est promu major-général le 1er octobre 1877 et prend sa retraite avec le grade honorifique de lieutenant-général le 1er octobre 1881, avec une ancienneté antidatée au 1er juillet.
Conyngham est décédé à l'âge de 57 ans le 2 juin 1882, à Belgrave Square. Il est enterré à Patrixbourne. Sa veuve meurt à The Mount, Ascot, le 28 novembre 1907, et est inhumée le 3 décembre à Bifrons.

### Famille
Le 17 juin 1854, il épouse Jane St Maur Blanche, fille unique et héritière de Charles Stanhope (4e comte de Harrington). Ils ont sept enfants.
- Blanche (1856-13 avril 1946), célibataire.
- Henry Francis (1er octobre 1857-28 août 1897), qui épouse Frances Elizabeth Sarah Eveleigh-de Moleyns, fille de Dayrolles Eveleigh-de-Moleyns (4e baron Ventry). Ils ont sept enfants.
- Constance Augusta (1859-14 juin 1941), qui épouse Richard Henry Combe, arrière petit-fils du Lord-maire de Londres Harvey Christian Combe. Ils ont un fils et quatre filles, dont l'une épouse le major Francis Edward Needham, fils de Francis Needham (3e comte de Kilmorey).
- Jane Seymour (1860-30 octobre 1941), qui épouse le capitaine Christian Combe, frère de Richard, le mari de sa sœur. Ils ont quatre enfants dont leur fils Henry épouse la fille de Rupert Charles Scott, 7e comte de Clonmell.
- Elizabeth Maud (1862-27 mai 1949), qui épouse le capitaine Frederick William Ramsden, petit-fils de John Ramsden (4e baronnet) et arrière-petit-fils d'Edward Law (1er baron Ellenborough). Ils ont des enfants dont Charles, qui épouse en 1922 Nathalia Pykhachyova, petite-fille du ministre de la Justice de Russie Dmitry Nikolaevich Nabokov.
- Florence (décédée le 28 janvier 1946), qui épouse le lieutenant Bertram Frankland Frankland-Russell-Astley, petit-fils de Jacob Astley (5e baronnet), Robert Frankland-Russell, 7e baronnet et Louisa Ann Murray, fille de l'Évêque de St David's George Murray. Ils ont un fils, et une fille.
- Charles Arthur (1er février 1871-7 mars 1929) s'est marié deux fois, mais n'a pas d'enfants.